# Ellemandsbjerg
Ellemandsbjerg är en kulle i Danmark.   Den ligger i Syddjurs kommun i Region Mittjylland, i den centrala delen av landet, 140 km väster om Köpenhamn. Toppen på Ellemandsbjerg är 99 meter över havet. Det är den högsta punkten på halvön Helgenæs. Närmaste större samhälle är Århus, 20 km väster om Ellemandsbjerg. 